# Санта Марија Кодифијуме (Ферара)
Санта Марија Кодифијуме (итал. Santa Maria Codifiume) је насеље у Италији у округу Ферара, региону Емилија-Ромања.
Према процени из 2011. у насељу је живело 1816 становника. Насеље се налази на надморској висини од 8 м.